# Quadrant (motocicleta)
Quadrant, establert a Birmingham el 1901, va ser un dels primers fabricants de motocicletes britànics. Famosa pels seus grans models monocilíndrics, la marca va ser pionera en moltes innovacions que van resultar importants per al desenvolupament de les motocicletes, però després de la Primera Guerra Mundial va passar una etapa de dificultats que en va acabar ocasionant el tancament el 1928.

## Història

### Els inicis

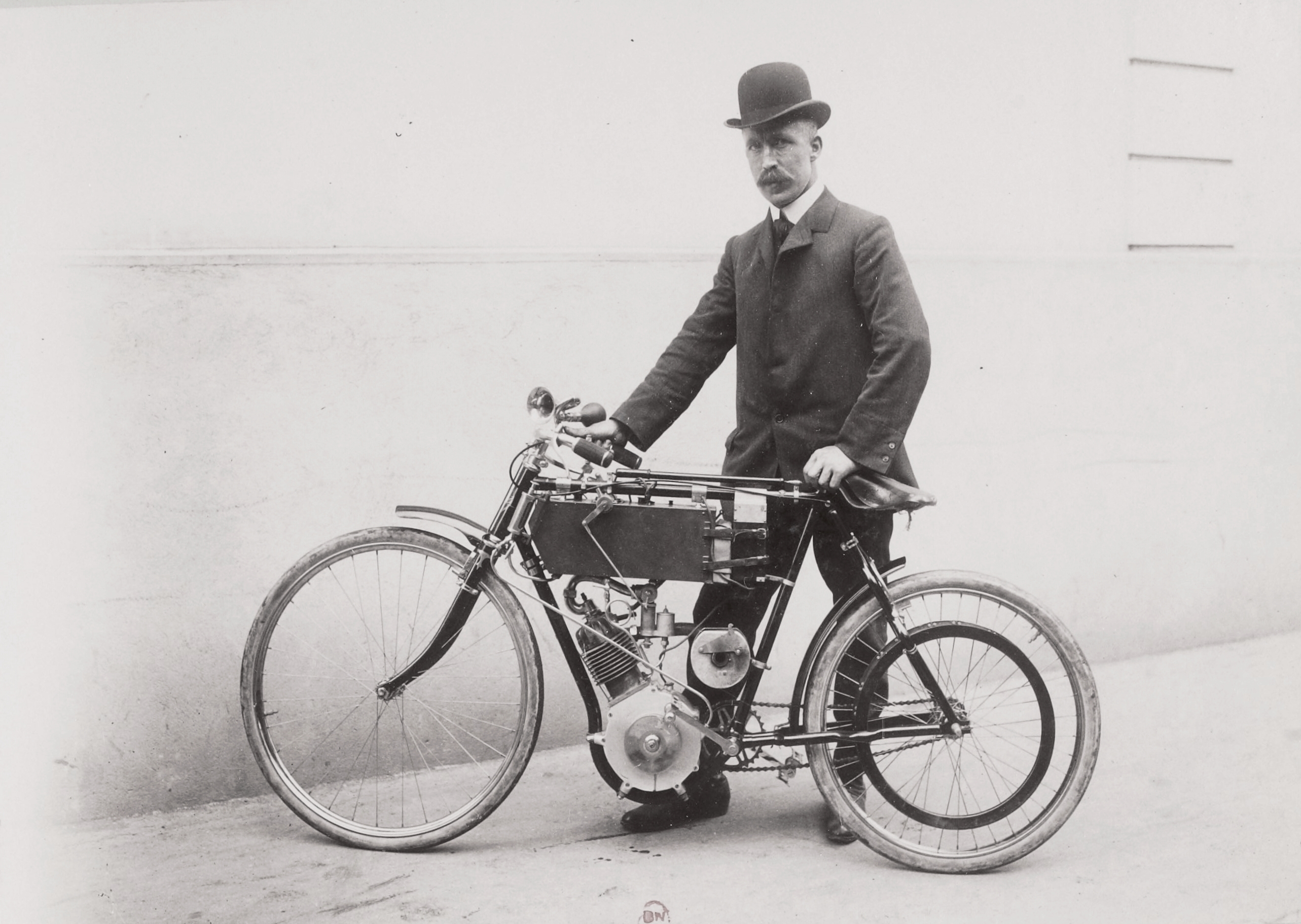
Thomas Silver amb la seva Quadrant 3 HP el 1904

Fundada per Walter i William Lloyd el 1883 com a empresa fabricant de bicicletes i tricicles, Quadrant va desenvolupar algunes de les primeres motocicletes de la història el 1901. La primera Quadrant es va equipar amb l'aleshores popular motor extraïble Minerva. També va fabricar tricicles motoritzats el 1902. Walter va obtenir una patent el 1902 per a una palanca de control "tot-en-un" que servia per a aixecar la vàlvula d'escapament, controlar l'interruptor d'encesa i accionar l'accelerador i l'avançament de l'encesa.
El 1902, Quadrant Cycle Co fabricava els seus propis motors i el seus anuncis afirmaven que "El motor i el carburador a tots ells, així com la bicicleta, estan fabricats a les nostra pròpia fàbrica". Eren uns motors avançats al seu temps, ja que no estaven fixats a un quadre de bicicleta normal, sinó a un de construït específicament per a subjectar correctament el motor. Les motocicletes Quadrant també van ser pioneres el 1902 amb la incorporació de vàlvula d'entrada d'aspiració, bomba d'oli manual i tracció directa i una encesa amb interruptor de contacte que substituïa la bobina d'encesa vibratòria; el 1904, va innovar amb un carburador de polvorització i el 1907, amb l'encesa per magneto.
La firma va contractar Tom Silver, un conegut pilot de motociclisme de llarga distància, i això els va aconseguir molta publicitat gràcies als seus èxits en competició. El 1907, Silver va esdevenir director general de Quadrant. L'acord no va resultar, però, i la companyia es va embrancar en disputes internes aquell mateix any, fins que finalment Silver va plegar i va acabar fundant Silver Motors.
El 1907, després que Walter Lloyd comprés Quadrant, es va constituir una nova empresa anomenada Quadrant Motor Co Ltd. El setembre de 1907 es va anunciar la seva nova moto, equipada amb motor monocilíndric de 3,5 CV i vàlvula d'admissió automàtica. El diàmetre i la carrera eren de 81 per 88 mm, els mateixos que les Quadrant de 1906-1907, però amb alguns canvis. Tom Silver va tornar a l'empresa el 1909, però una vegada més no es va entendre amb el nou propietari i va plegar per a construir motocicletes amb el seu propi nom. El 1911, Quadrant va produir diversos models, entre ells una V-twin de 1.129 cc i una monocilíndrica de 600.

### Primera Guerra Mundial
Durant la Primera Guerra Mundial la producció es va aturar, ja que la fàbrica va passar a la producció de peces per a motors d'aviació. En un article aparegut el 1916 s'apuntava que ja planejaven els seus models de postguerra per tal de beneficiar-se de l'experiència amb els motors d'avions amb cilindres més lleugers i pistons d'aliatge. Malgrat que l'empresa es va dedicar a la indústria de guerra, va desenvolupar alguns models futurs i el 1916 va mostrar un model "After the War" de 3,5 CV (més petit que les seves motos normals, amb un diàmetre de 85 mm i una carrera de 88). La moto anava equipada amb un vaporitzador patentat de parafina per a permetre'n el funcionament amb parafina després d'haver començat amb benzina (aleshores ben escassa).

### Postguerra

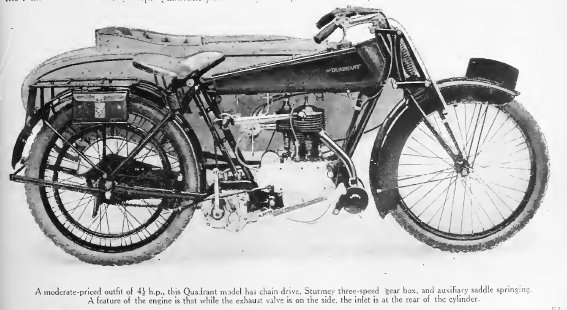
Combinació de sidecar Quadrant de 565 cc (1921)

Després de la guerra, el model de petita cilindrada de 1916 no es va llançar finalment, però en comptes d'això es va produir una gamma de motocicletes monocilíndriques de 654 i 780 cc que van donar popularitat a la marca. Malgrat tot, a la fira de l'Olympia Motor Cycle de 1919 es va exhibir un escúter de dos temps de 292 cc amb un bastidor de pas a través i conjunt de motor compacte situat sota el seient. Aquest model no va tornar a aparèixer en anuncis posteriors, de manera que era presumiblement un prototip. El 1921 s'oferia un model de 565 cc seguint el mateix disseny general que el seu predecessor. Tenia una caixa de canvis de contraeixos Sturmey-Archer de tres velocitats amb palanca d'engegada, transmissió posterior per cadena (a diferència de la de corretja anterior), forquilles Druid i carburador Amac o Senspray.
Hi va haver alguns canvis a la societat i, al desembre de 1921, els anuncis de Quadrant n'indicaven com a raó social "March, Newark and Co Ltd, Quadrant Works, Birmingham". El 1922, el representant a Londres de Quadrant, Clifford Wilson, va participar en els ISDT amb la seva Quadrant de 654 cc i hi va obtenir una medalla d'or i el millor lloc de la seva classe. Aquell mateix 1922 es va llançar un model amb motor de vàlvula lateral monocilíndric de 490 cc (diàmetre per carrera de 70 x 100 mm), mentre que els models anteriors duien escapament lateral i vàlvula d'admissió posterior.
El 1924 es van oferir dos models, el de vàlvula lateral de 490 cc i un de 624 cc també de vàlvula lateral amb diàmetre per carrera de 85 x 110 mm. La gamma Quadrant incloïa motocicletes de vàlvula lateral obsoletes, actualitzades el 1927 amb el llançament d'un model de vàlvula aèria de 490 cc, però no es va vendre bé i la companyia va plegar el 1928.